# محمد عمرا
محمد عمرا الملقب بالذبابة (بالفرنسية: La Mouche)‏ (مواليد 10 مارس 1994) مجرم فرنسي متورط في العديد من الجرائم، بما في ذلك الاختطاف المؤدي إلى الوفاة. تشتبه الشرطة الفرنسية في أن عمرا هو أحد أباطرة المخدرات المتورطين في تهريب المخدرات على المستوى الدولي وله صلات بعصابة "السود" القوية في مرسيليا.

## النشأة
ولد عمرا في 10 مارس 1994 في روان، بمنطقة نورماندي.

## المسار الإجرامي
نشأ عمرا في بيئة مضطربة، وانتهى بها الأمر بالانخراط في أنشطة إجرامية. وبحسب النيابة العامة، فقد ارتكب جرائمه الأولى بين سن 11 و14 عاماً، والتي تراوحت بين السرقة والابتزاز والعنف. أُدين عمرا لأول مرة بارتكاب جريمة في أكتوبر 2009، عندما كان عمره 15 عامًا.
منذ ذلك الحين، حصل على 13 إدانة بالسرقة والابتزاز والتآمر الإجرامي والعنف المسلح وجرائم أخرى. في يناير 2022، سُجن في سجن إفرو لقضاء عدة أحكام على هذه الإدانات. وتشتبه الشرطة والمدعون العامون في أن عمرا يرأس شبكة مخدرات وله صلات كبيرة بجماعات الجريمة المنظمة في مرسيليا، ولكن لم تكن أي من إداناته مرتبطة بالمخدرات. ولا يعتبر متطرفًا أو مشتبهًا بالإرهاب من قبل سلطات إنفاذ القانون.
ومن بين إدانته تهمة الشروع في القتل. وفي عام 2022، اتُهم بالتورط في عملية اختطاف مرتبطة بعصابة أدت إلى الوفاة في مرسيليا. ووصفت رويترز عمرا بأنه لاعب "متوسط المستوى" في تجارة المخدرات في فرنسا، في حين ربطته وسائل الإعلام الفرنسية بعصابة "السود" ومقرها مرسيليا. ووصفته وكالة الأنباء الفرنسية لوموند بأنه "منتصف هرم العصابات". وبحسب الشرطة، فإن عمرا متورط في تجارة المخدرات الدولية. لكن محاميه نفى هذه الاتهامات.
في 14 أبريل 2020، حكمت عليه محكمة إيفرو الإصلاحية بالسجن لمدة ثلاثة أشهر بتهمة "السياقة المتهورة" (rodéo urbain). وبعد ذلك بعامين، في 5 يناير، حُكم عليه بالسجن لمدة ثلاث سنوات لارتكابه عدة جرائم، بما في ذلك الابتزاز والسرقة الجماعية والسطو.
في 7 مايو 2024، احتُجز عمرا في سجن فال دي رويل بعد إدانته بتهمة السطو والحكم عليه بالسجن لمدة 18 شهرًا. وتمثلت عمليات السطو، التي وقعت في عام 2019، في اقتحام عمرا محلات السوبر ماركت والمطاعم وسرقة حوالي 200 زجاجة من المشروبات الكحولية وحوالي 7500 يورو نقدًا. ويُشتبه في أنه استخدم تطبيق سيجنال، وهو تطبيق مراسلة مشفر، لتنظيم عمليات اختطاف وابتزاز عبر زنزانته. كان يتطلب إجراءات أمنية مشددة أثناء عمليات النقل على الرغم من عدم اعتباره سجينًا شديد الخطورة، في البداية، كان يرافقه ثلاثة حراس فقط، ولكن رُفع هذا العدد فيما بعد إلى خمسة.. حاول عمرا الهروب من الاعتقال عن طريق قطع قضبان زنزانته واستخدام الشريط اللاصق لإخفائها، ولكن قُبض عليه من قبل الحراس ووضعه في الحبس الانفرادي نتيجة لذلك.

## الهروب
في 14 مايو 2024، نُقل عمرا إلى سجن إفرو بعد جلسة استماع في المحكمة في روان. في الساعة 10:57 صباحًا، تعرضت شاحنة شرطة السجون لكمين عند نقطة تحصيل رسوم إنكارفيل على الطريق السريع A154 ،30 كيلومتر (19 ميل) جنوب شرق روان. وأظهرت لقطات كاميرات المراقبة سيارة بيجو 5008 سوداء، أُبلغ عن سرقتها في وقت سابق، وهي تصطدم بشاحنة سجن بيضاء أثناء مرورها عبر كشك تحصيل الرسوم. وتعطلت سيارة سجن أخرى كانت تتبع الشاحنة. ثم خرج رجلان من سيارة بيجو، بينما خرج رجلان آخران من سيارة أودي إيه 5 بيضاء كانت تتابع الشاحنة. وبدأ الرجال الملثمون بالأقنعة الذين يرتدون ملابس رياضية سوداء، في إطلاق النار على الشاحنة ببنادق آلية. حيث أُطلق ما بين 30 و40 طلقة على الحراس الذين كانوا مسلحين بمسدسات (سق ساور). واستمر الكمين لمدة دقيقتين على الأقل، قبل أن يفر المسلحون مع عمرا في سيارة أودي وسيارة بي إم دبليو الفئة الخامسة، والتي أُحرقت لاحقًا في مواقع أخرى.
وقُتل اثنان من ضباط السجن في إطلاق النار، بينما أصيب ثلاثة آخرون بجروح خطيرة، أحدهم في حالة حرجة. وكانت هذه هي المرة الأولى التي يُقتل فيها ضباط سجن فرنسيون أثناء الخدمة منذ عام 1992. ووصف المدعي العام في باريس لور بيكواو أحد الضباط الذين قُتلوا بأنه «كابتن في مصلحة السجون». أطلق أحد المسلحين رصاصة مزدوجة على رأس الضحية لتأكيد وفاته.
قال محامي عمرا لقناة بي أف إنه صُدم بشأن عملية الهروب من السجن. وقال إنه يود أن يصدق أن عمرا لم يخطط للهروب لأنه لا يتطابق مع ما يعرفه عنه.
وقال سياسيون يمينيون إن الحادث أظهر أن الحكومة الفرنسية الوسطية غير قادرة على السيطرة على جرائم المخدرات وقارنوا فرنسا بالدول الأخرى التي تنتشر فيها عنف العصابات. قال زعيم المعارضة من يمين الوسط برونو ريتيللو: "نحن في طريقنا نحو المكسيكة"، بينما قدمت ماريون لوبان اليمينية المتطرفة تعازيها للحراس وقالت إن الكمين أعطى فرنسا انطباعًا بأنها إحدى دول العالم الثالث.

## المطاردة
نُشر أكثر من 450 من ضباط الشرطة والدرك في إقليم أور للمشاركة في مطاردة عمرا والمسلحين الذين أطلقوا سراحه. وُضعت حواجز على الطرق في شمال غرب فرنسا. وقال وزير الداخلية جيرالد دارمانان: «إننا نتقدم كثيرًا» في عملية المطاردة، وأعرب عن أمله في إلقاء القبض عليه في الأيام المقبلة. وهناك مخاوف من أنه سيحاول عبور الحدود إلى المغرب العربي أو إسبانيا، بحسب الجنرال في الدرك جاك موريل. في اليوم الثالث من عمليات البحث، أعلن دارمانان عن تجنيد أكثر من 350 محققًا للمشاركة في هذه الجهود.
وتعهد رئيس الوزراء الفرنسي غابرييل أتال بالعثور على العصابة ومعاقبتها، قائلا «إنهم سيدفعون ثمن ما فعلوه»، وقال الرئيس إيمانويل ماكرون على موقع "إكس" (تويتر سابقا) إنه: «ستُبذل كل الجهود للعثور على مرتكبي هذه الجريمة حتى تُحقق العدالة سنكون لا هوادة فيها». وقال دارمانان إنه يجري بذل جهود غير مسبوقة لضمان القبض على العصابة.
أصدر الإنتربول نشرة حمراء، طلبًا للشرطة الدولية لتحديد مكان المشتبه به واعتقاله، لكنه أوضح أنه ليس مذكرة اعتقال دولية.
في 22 فبراير 2025، ألقي القبض على عمرا في عملية نفذتها الشرطة الرومانية في بوخارست، على الرغم من صبغ شعره باللون الأحمر لتجنب الكشف عنه. وتم تسليمه إلى فرنسا في 25 فبراير.